# 밀로시 라오니치
밀로시 라오니치(영어: Milos Raonic, /ˈmiːloʊʃ ˈraʊnɪtʃ/; 세르비아어: Милош Раонић, Miloš Raonić; 1990년 12월 27일~ )는 캐나다의 프로 테니스 선수이다. 몬테네그로에서 출생하여 온타리오주 손힐에서 자랐다.
라오니치는 유고슬라비아 사회주의 연방 공화국(현재 몬테네그로) 포드고리차에서 태어나 3살 때 가족과 함께 캐나다로 이주했다. 그는 브램턴에 위치한 브래멀리 테니스 클럽(Bramalea Tennis Club)에서 테니스를 배웠다. 그는 2014년 4월 기준 세계 랭킹 9위를 기록하여 1973년부터 ATP가 컴퓨터 랭킹 시스템을 도입한 이래 캐나다 선수로서는 가장 높은 랭킹을 기록한 남자 선수이다.
라오니치는 통계상으로 서브에서 특히 뛰어난 기록을 보이고 있다. 2012년 그는 투어에서 경기당 가장 많은 평균 에이스와 가장 높은 서비스 게임 획득 확률을 기록했다.

## 주요 대회 성적

### 그랜드 슬램 결승

#### 단식: 1 (준우승 1)
| 결과   | 연도 | 대회   | 코트 | 결승 상대   | 스코어                  |
| 준우승 | 2016 | 윔블던 | 잔디 | 앤디 머레이 | 4–6, 6–7(3–7), 6–7(2–7) |